# نوویل-له-دام
نوویل-له-دام (به فرانسوی: Neuville-les-Dames) یک کمون در فرانسه است که در Canton of Châtillon-sur-Chalaronne واقع شده‌است.

## خصوصیات
نوویل-له-دام ۲۶٫۵۹ کیلومترمربع مساحت و ۱٬۵۲۳ نفر جمعیت دارد و ۲۲۸ متر بالاتر از سطح دریا واقع شده‌است.